# Star Shadow
Star Shadow é um veículo aéreo de combate não tripulado furtivo desenvolvido pela empresa chinesa Star UAV System. É esperado um peso máximo de decolagem (MTOW) de 4.000 kg com uma estrutura truncada em forma de diamante de 7,3 m de comprimento, com asas externas enflechadas com envergadura total de 15 m. É alimentado por pequenos motores turbofan TWS800. A resistência é de 12 horas e o teto é de 15.000 m.